# 中頭郡

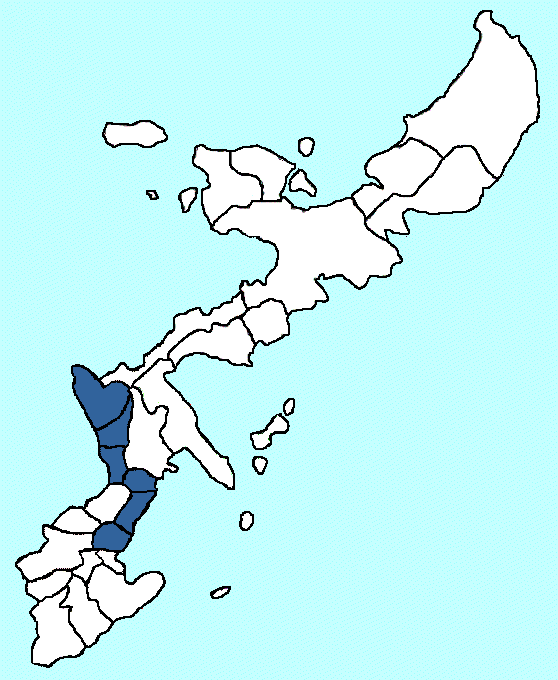
沖縄県中頭郡の範囲

中頭郡（なかがみぐん）は、沖縄県の郡。
人口159,791人、面積107.28km²、人口密度1,489人/km²。（2025年2月1日、推計人口）
以下の3町3村を含む。
- 読谷村（よみたんそん）
- 嘉手納町（かでなちょう）
- 北谷町（ちゃたんちょう）
- 北中城村（きたなかぐすくそん）
- 中城村（なかぐすくそん）
- 西原町（にしはらちょう）

## 郡域
1896年（明治29年） に行政区画として発足した当時の郡域は、上記3町3村に下記を加えた区域にあたる。
- 浦添市・宜野湾市・沖縄市・うるま市の全域
- 那覇市の一部（首里石嶺町・首里大名町・首里平良町・首里末吉町）

## 沿革

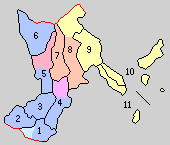
1.西原村 2.浦添村 3.宜野湾村 4.中城村 5.北谷村 6.読谷山村 7.越来村 8.美里村 9.具志川村 10.与那城村 11.勝連村（橙：沖縄市 黄：うるま市 桃：北中城村 水色：那覇市 青：合併なし）

- 明治29年（1896年）4月1日 - 「沖縄県ノ郡編制ニ関スル件」（明治29年勅令第13号）の施行により、中頭方（西原間切・浦添間切・宜野湾間切・中城間切・北谷間切・読谷山間切・越来間切・美里間切・具志川間切・与那城間切・勝連間切）の地域をもって行政区画としての中頭郡が発足。郡役所が首里区に設置。（11間切）
- 明治39年（1906年）10月1日 - 西原間切の一部（平良および石嶺の一部）が首里区（現那覇市）に編入。
- 明治41年（1908年）4月1日 - 島嶼町村制施行に伴い、中頭郡に西原村・浦添村・宜野湾村・中城村・北谷村・読谷山村・越来村・美里村・具志川村・与那城村・勝連村が発足。（11村）
- 大正9年（1920年）10月1日 - 西原村の一部（石嶺・末吉）が首里区に編入。
- 大正10年（1921年）6月 - 郡役所が宜野湾村に移転。
- 大正12年（1923年）3月31日 - 郡会が廃止。郡役所は存続。
- 大正15年（1926年）6月30日 - 郡役所が廃止。以降は地域区分名称となる。
- 昭和20年（1945年）
  - 4月1日以降 - 米国海軍軍政府布告1号により米軍占領地域で順次日本政府の統治から切り離されアメリカの統治下になる。
  - 9月26日 - 美里村の一部（石川・伊波・嘉手苅・山城・楚南・東恩納）が石川市として分立し、郡より離脱。
- 昭和21年（1946年）
  - 1月 - 連合国軍最高司令官総司令部覚書により連合国よりアメリカ軍政へ移管される。
  - 5月20日 - 中城村の一部（喜舎場・熱田・和仁屋・渡口・島袋・比嘉・瑞慶覧・安谷屋・荻道・大城・仲順）が北中城村として分立。（12村）
  - 12月16日 - 読谷山村が読谷村に改称。
- 昭和23年（1948年）12月4日 - 北谷村の一部（嘉手納・屋良・野国および野里の一部）が嘉手納村として分立。（13村）
- 昭和31年（1956年）
  - 6月13日 - 越来村がコザ村に改称。
  - 7月1日 - コザ村が市制施行してコザ市となり、郡より離脱。（12村）
- 昭和37年（1962年）7月1日 - 宜野湾村が市制施行して宜野湾市となり、郡より離脱。（11村）
- 昭和43年（1968年）7月1日 - 具志川村が市制施行して具志川市となり、郡より離脱。（10村）
- 昭和45年（1970年）7月1日 - 浦添村が市制施行して浦添市となり、郡より離脱。（9村）
- 昭和47年（1972年）5月15日 - 全域が日本に復帰する（沖縄返還）。「沖縄の復帰に伴う特別措置に関する法律」第3条により「従前の沖縄県は、当然に、地方自治法に定める県として存続するものとする。」と、第7条により「沖縄の市町村は、地方自治法の規定による市町村となるものとする。」と規定され、地方自治法が適用される。
- 昭和49年（1974年）4月1日 - 美里村がコザ市と合併して沖縄市が発足し、郡より離脱。（8村）
- 昭和50年（1975年）4月1日 - 西原村の一部（幸地の一部）が那覇市に編入。
- 昭和51年（1976年）1月1日 - 嘉手納村が町制施行して嘉手納町となる。（1町7村）
- 昭和54年（1979年）4月1日 - 西原村が町制施行して西原町となる。（2町6村）
- 昭和55年（1980年）4月1日（4町4村）
  - 北谷村が町制施行して北谷町となる。
  - 勝連村が町制施行して勝連町となる。
- 平成6年（1994年）1月1日 - 与那城村（よなぐすくそん）が町制施行して与那城町（よなしろちょう）となる。（5町3村）
- 平成17年（2005年）4月1日 - 勝連町・与那城町が具志川市・石川市と合併してうるま市が発足し、郡より離脱。（3町3村）

## 行政
- 歴代郡長

| 代 | 氏名 | 就任年月日               | 退任年月日                | 備考                   |
| -- | ---- | ------------------------ | ------------------------- | ---------------------- |
| 1  |      | 1896年（明治29年）4月1日 |                           |                        |
|    |      |                          | 大正15年（1926年）6月30日 | 郡役所廃止により、廃官 |

## 備考
中頭郡に属する村はいずれも村としては人口が多く、密度が高く、増加が著しい。
- 全国で最も人口密度が高い村　1位北中城村、2位中城村、3位読谷村
- 全国で最も人口の多い村　1位読谷村、4位中城村、5位北中城村
- 全国で最も人口増加数の多い村　1位中城村、2位読谷村、12位北中城村

石川市には沖縄戦後に米軍の石川収容所が置かれたため、人口が激増し市制施行したものの、後に収容所が解散したことにより人口が激減。人口は約2万人と市にしては少ないため、1980年まで県議会議員選挙の選挙区は中頭郡区に属していた。1984年の同選挙からようやく石川市区が設けられ、うるま市に合併する2004年まで続いた。合併してうるま市となった初の2008年の同選挙からは旧具志川市区や同じく合併しうるま市となった中頭郡区の一部（旧与那城町・勝連町）を合わせ、うるま市区となった。